# Deel (vestimenta)

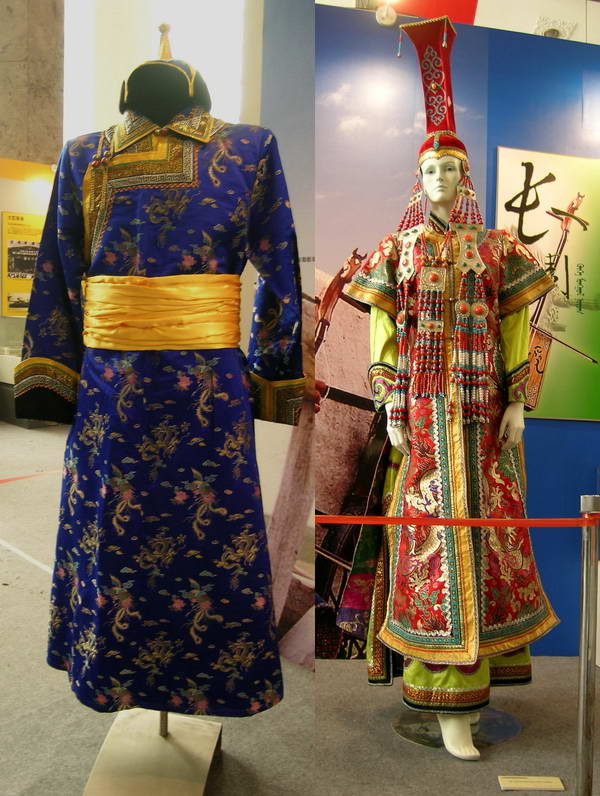
Dos modelos distintos de Deel, el de la parte posterior es de fiesta y lleva sombrero

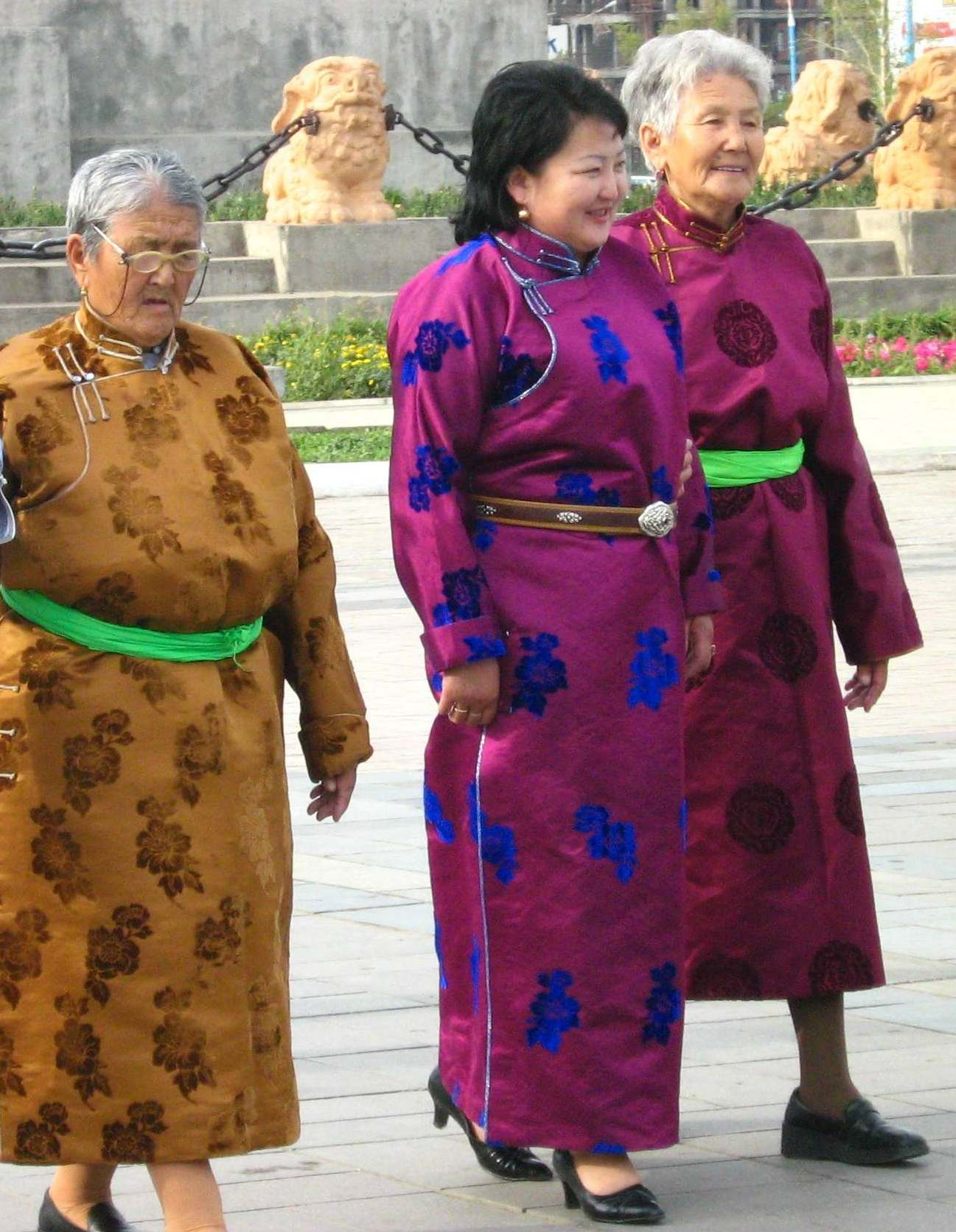
Mujeres de Mongolia, usando el Deel

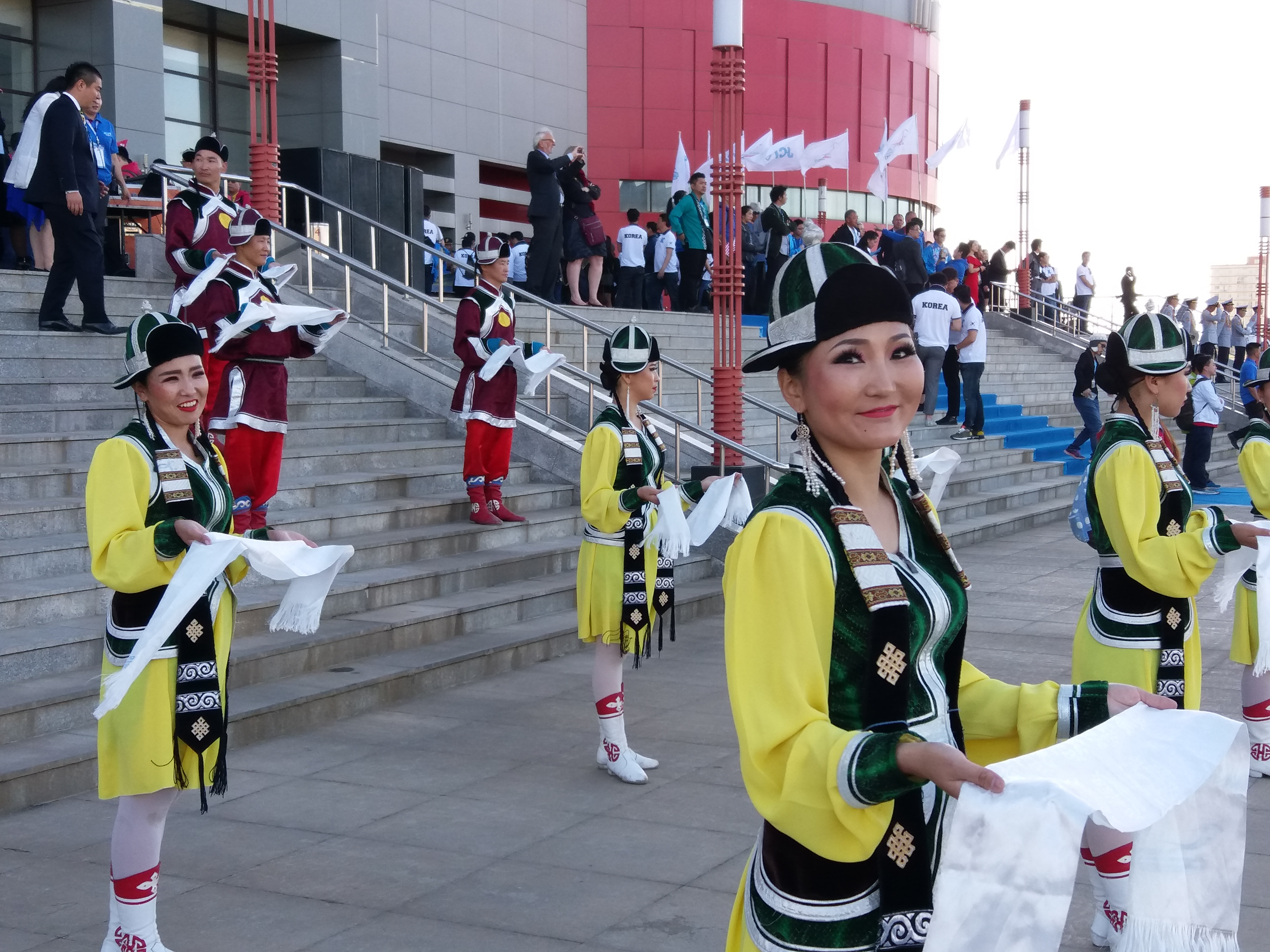

Deel (mongol: дээл [te ː ɮ]) es la vestimenta tradicional usada comúnmente desde hace siglos por los mongoles y otras tribus nómadas de Asia Central, incluyendo varios pueblos turcos. Se puede fabricar de tela de algodón, seda o brocado.
Es comúnmente usado fuera de las grandes ciudades, y en especial por los pastores. En las zonas urbanas, los deels mayoritariamente son usados por personas de edad avanzada, o en ocasiones festivas.
El deel es similar a un caftán o a una túnica. Los deels suelen llegar hasta las rodillas y se abren en abanico en la parte inferior, son comúnmente azul, oliva, o burdeos, aunque hay deels de distintos colores.
El deel tiene la apariencia de un abrigo grande cuando no se usa. En lugar de abotonarse en el medio, se abotona a los lados, tirando contra el cuerpo del usuario la aleta derecha y cubriendo con la parte izquierda. 
El deel se usa generalmente con un gran cinturón, generalmente de seda, tienen un bolsillo grande donde los mongoles llevan múltiples elementos, inclusive una botella de vodka (los hombres).[cita requerida]